# Sakoanala madagascariensis

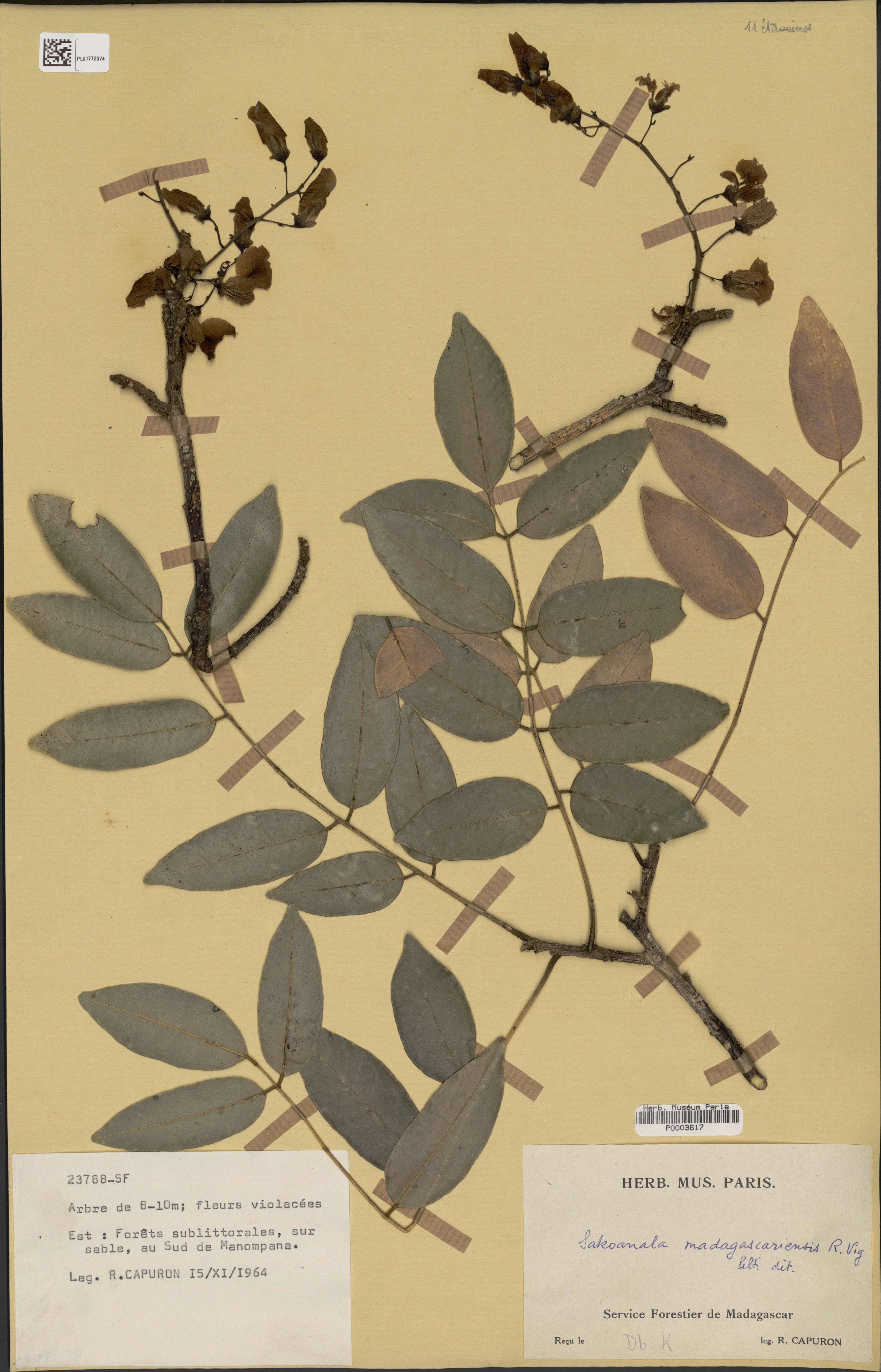
apresentacao científica da Sakoanala madagascariensis

Sakoanala madagascariensis é uma espécie vegetal da família Fabaceae.
Apenas pode ser encontrada no Madagáscar.